# Кочнев, Анатолий Павлович
Анатолий Павлович Кочнев (3 апреля 1941 — 1 февраля 2016, Балашиха, Московская область) — советский борец классического стиля, чемпион и призёр чемпионатов СССР, призёр чемпионата Европы, мастер спорта СССР международного класса (1966).

## Биография
Увлёкся борьбой в 1960 году. В 1962 году выполнил норматив мастера спорта СССР. Участвовал в восьми чемпионатах СССР. Победитель международных турниров. Выступал в тяжёлой весовой категории (свыше 97 кг). Оставил большой спорт в 1975 году. Похоронен в Тюмени на Червишевском кладбище-2.

## Спортивные результаты
- Чемпионат СССР по классической борьбе 1966 — ;
- Чемпионат СССР по классической борьбе 1970 — ;
- Чемпионат СССР по классической борьбе 1971 — ;
- Классическая борьба на летней Спартакиаде народов СССР 1975 — ;
- Абсолютный чемпионат СССР по классической борьбе 1975 — ;